# Свръхестественост
 Тази статия е за терминът.  За сериала вижте Свръхестествено (сериал).  
Терминът „свръхестествено“ (на английски: supernatural; на латински: super, supra – „над“ и natura – „естество“) се отнася за вид съществувание отвъд обсега на познатата ни вселена. Описаните в религията чудеса са типични прояви на свръхестественост наред със заклинанията и проклятията, предсказанията, поверията за живот след смъртта и редица други. Свръхестествени убеждения са съпътствали хората по време на цялата човешка история.
Отличителни черти на феномените, смятани за свръхестествени, са тяхната аномалност, уникалност и неконтролируемост, откъдето следва, че липсата им на възпроизводство трябва да бъде подложена на научни изследвания. Свръхестествените основи често се свързват с паранормални и окултни идеи, внушаващи възможността за взаимодействие със свръхестественото чрез способите за призоваване и транс например.